# Cobaeoideae
Cobaeoideae es una subfamilia de plantas con flores perteneciente a la familia Polemoniaceae. Tiene los siguientes géneros:

## Géneros
- Acanthogilia - Bonplandia - Cantua - Cobaea - Huthia